# Иодбензол
Иодбензо́л (фенилиоди́д) — галогенопроизводное бензола, ароматическое органическое соединение, имеющее формулу C6H5l. Часто используется как промежуточный продукт в органическом синтезе. Представляет из себя летучую бесцветную жидкость, которая со временем желтеет.

## Получение
Иодбензол есть в продаже, так что в лаборатории получать его нет необходимости. Но если нужно, получают иодбензол из анилина. Первой стадией амино-группа диазотируется хлороводородной кислотой и нитритом натрия. К получающемуся фенилдиазоний хлориду добавляют иодид калия, в результате чего азот выделяется в свободном виде. Получившийся иодбензол отделяют паровой дистилляцией.
Также можно получить иодбензол напрямую из бензола, прилив к нему смесь иода и азотной кислоты.

## Реакции
Поскольку связь C-I слабее, чем у других галогенов с углеродом, у иодбензол гораздо выше реакционная способность, чем у бром- или хлорбензола. Иодбензол легко реагирует с магнием, образуя реактив Гриньяра, фенилмагний иодид. Фенилмагний иодид, также как и его бромидный аналог, выступает эквивалентом фенила при рассмотрении синтонов. 
Также иодбензол может выступать в качестве субстрата в реакции Соногаширы, Хека и других металл-каталитических реакциях.

## Применение
В лабораториях иногда в качестве твёрдого источника хлора используют комплекс иодбензола дихлорида, получаемого реакцией иодбензола с хлором.